# Pharmacy Road
Pour plus de détails, voir Fiche technique et Distribution.
Pharmacy Road ou Tour de force (Tour de Pharmacy) est un moyen-métrage américain, tourné sous la forme d'un documentaire parodique sur le cyclisme et le dopage sportif. Il est réalisé par Jake Szymanski, mettant en vedette Andy Samberg, Orlando Bloom, Freddie Highmore, Daveed Diggs et John Cena,. Il a été diffusé sur HBO le 8 juillet 2017 aux États-Unis et en France sur le bouquet OCS.

## Synopsis
Une équipe de télévision tente de comprendre des évènements loufoques et imprévus qui se sont déroulés durant le Tour de France 1982, avec notamment des soupçons de dopage et de triche.

## Fiche technique
- Titre original : Tour de Pharmacy
- Titres français : Pharmacy Road, Tour de force
- Réalisateur : Jake Szymanski
- Scénariste : Murray Miller
- Producteurs : Murray Miller, Andy Samberg et David Bernad
- Directeur de la photographie : Craig Kief
- Sociétés de production :
  - HBO Films
  - Legends of Sport
  - Murray Miller Entertainment
  - The Lonely Island
- Société de distribution :
  - HBO (États-Unis)
  - OCS (France)
- Pays d’origine :
  - États-Unis
- Durée : 41 minutes
- Classification :
  - France : tous publics
  - États-Unis : TV-MA

 Sauf indication contraire, les informations mentionnées dans cette section peuvent être confirmées par la base de données cinématographiques IMDb,  présente dans la section « Liens externes ».

## Distribution
- Andy Samberg : Marty Hass, cycliste nigérian
  - Jeff Goldblum : Marty Hass de nos jours
- Orlando Bloom : JuJu Peppi, cycliste italien
- Freddie Highmore : Adrian Baton, cycliste français
  - Julia Ormond : Adrian Baton de nos jours, alias Adrianna Baton
- Daveed Diggs : Slim Robinson, cycliste américain et neveu de Jackie Robinson
  - Danny Glover : Slim Robinson de nos jours
- John Cena : Gustav Ditters, cycliste autrichien
  - Dolph Lundgren : Gustav Ditters de nos jours
- James Marsden : Rex Honeycut, un journaliste de la BBC
- Will Forte : enquêteur français
- Maya Rudolph : Lucy Flerng, rédactrice en chef de Cycling Enthusiast Magazine
- Kevin Bacon : Ditmer Klerken, ancien président de l'UCI
- Phylicia Rashad : Victoria Young, une animatrice
- Adewale Akinnuoye-Agbaje : Olusegun Okorocha, le voisin d'enfance de Marty
- Nathan Fielder : Stu Ruckman, actuel chef de l'Agence mondiale antidopage
- Chris Romano : Jabin Dolchey, le cycliste agressif aux stéroïdes
- Jon Hamm : narrateur
- Edgar Wright : commentateur sportif britannique
- J. J. Abrams : lui-même
- Lance Armstrong : lui-même
- Mike Tyson : lui-même
- Joe Buck : lui-même
- Chris Webber : lui-même

## Production
À la suite du succès de Sept jours en enfer, Samberg et son équipe ont cherché un sport ayant un potentiel comique tout en limitant les coûts. Ils se sont aperçus que le cyclisme réunissait ces conditions et que certaines histoires s'étant réellement passées durant le Tour de France pouvaient être parodiées.
Les scènes de course du film ont été tournées sur une période de quatre jours, et les interviews ont été filmés sur une période plus longue, pour s'adapter aux horaires des acteurs. Pour maintenir l'esthétique des années 80, une grande partie des images de la course a été tournée sur des caméras Betamax, avec des « images secondaires » tournées sur VHS.

## Accueil critique
Pharmacy Road a généralement reçu des critiques positives, même si certains ont dénoncé l'apparition de Lance Armstrong. Sur le site Rotten Tomatoes, Pharmacy Road a reçu un score de 90 % basé sur 20 avis avec une note moyenne de 7,5/10. Sur Metacritic, le film a un score de 71/100, basé sur 13 critiques avec l'appréciation « avis favorable en général » (generally favourable reviews).